# Serie B 2001-2002 (pallamano maschile)
La Serie B 2001-2002 è stata la 30ª edizione del torneo di terzo livello del campionato italiano di pallamano maschile.

Esso venne organizzato dalla Federazione Italiana Giuoco Handball.

## Formula
- Fase regolare: venne disputata da 68 club divisi in otto gironi composti da un numero variabile di squadre.
- Promozioni: le prime squadre classificate di ciascun girone al termine della stagione furono promosse in serie A2 nella stagione successiva.
- Retrocessioni: le squadre classificate all'ultimo posto di ciascun girone al termine della stagione furono retrocesse in serie C nella stagione successiva.

## Girone A

### Squadre partecipanti
| Club                     | Città                    | Palasport               | Sponsor    | Stagione 2000-2001                              |
| ------------------------ | ------------------------ | ----------------------- | ---------- | ----------------------------------------------- |
| Algund                   | Lagundo (BZ)             | Palasport di Lagundo    | Raiffeisen | 2ª in Serie C - Girone Trenti Alto Adige        |
| Eppan                    | Appiano (BZ)             | Palestra Raiffeisen     | Miele      | 8ª in Serie B - Girone A (Ripescato)            |
| Klausen                  | Chiusa (BZ)              | Palasport di Chiusa     | Volksbank  | 7ª in Serie B - Girone A                        |
| Pressano                 | Lavis (TN)               | Pala Lavis              |            | 6ª in Serie B - Girone B                        |
| Rovereto (Squadra B)     | Rovereto (TN)            | Pala Marchetti          |            |                                                 |
| HB Seregno               | Seregno (MB)             | Pala Porada             |            | 4ª in Serie B - Girone A                        |
| Cologne (Squadra B)      | Cologne (BS)             | Palasport di Cologne    |            | 1ª in Serie C - Girone Lombardia e Liguria      |
| Mori                     | Mori (TN)                | Palasport di Mori       |            | 3ª in Serie B - Girone B                        |
| Ferrarin                 | San Donato Milanese (MI) | Palasport di San Donato |            | 2ª in Serie C - Girone Lombardia e Liguria      |
| Città Giardino           | Torino                   | PalaRuffini             |            | 1ª in Serie C - Girone Piemonte e Valle d'Aosta |
| Pallamano Vallée D'Aoste | Aosta                    | Palasport di Aosta      |            | 2ª in Serie C - Girone Piemonte e Valle d'Aosta |
| Black Devils (Squadra B) | Merano (BZ)              | Centro Carlo Wolf       |            | 5ª in Serie B - Girone A                        |

### Classifiche
|  | Pos. | Squadra                  | Pt | G | V | N | S | GF  | GS  | D   | Note                             |
|  | ---- | ------------------------ | -- | - | - | - | - | --- | --- | --- | -------------------------------- |
|  | 1.   | Città Giardino           | 18 | 8 | 6 | 0 | 2 | 192 | 183 | +11 | Qualificato ai play off girone A |
|  | 2.   | Pallamano Vallée D'Aoste | 13 | 8 | 4 | 1 | 3 | 220 | 194 | +26 | Qualificato ai play off girone A |
|  | 3.   | HB Seregno               | 12 | 8 | 4 | 0 | 4 | 217 | 218 | -1  | Qualificato ai play off girone A |
|  | 4.   | Ferrarin                 | 9  | 8 | 3 | 0 | 5 | 203 | 218 | -15 | Relegato ai play out girone A    |
|  | 5.   | Cologne (B)              | 7  | 8 | 2 | 1 | 5 | 183 | 202 | -19 | Relegato ai play out girone A    |

|  | Pos. | Squadra      | Pt | G  | V  | N | S | GF  | GS  | D   | Note                             |
|  | ---- | ------------ | -- | -- | -- | - | - | --- | --- | --- | -------------------------------- |
|  | 1.   | Klausen      | 34 | 12 | 11 | 1 | 0 | 299 | 241 | +58 | Qualificato ai play off girone A |
|  | 2.   | Black Devils | 31 | 12 | 10 | 1 | 1 | 347 | 248 | +99 | Qualificato ai play off girone A |
|  | 3.   | Pressano     | 22 | 12 | 7  | 1 | 4 | 278 | 264 | +14 | Qualificato ai play off girone A |
|  | 4.   | Algund       | 11 | 12 | 3  | 2 | 7 | 258 | 280 | -22 | Relegato ai play out girone A    |
|  | 5.   | Eppan        | 9  | 12 | 3  | 0 | 9 | 239 | 276 | -37 | Relegato ai play out girone A    |
|  | 6.   | Rovereto (B) | 8  | 12 | 2  | 2 | 8 | 236 | 289 | -53 | Relegato ai play out girone A    |
|  | 7.   | Mori         | 7  | 12 | 2  | 1 | 9 | 243 | 298 | -55 | Relegato ai play out girone A    |

|  | Pos. | Squadra                  | Pt | G  | V | N | S | GF  | GS  | D   | Note                           |
|  | ---- | ------------------------ | -- | -- | - | - | - | --- | --- | --- | ------------------------------ |
|  | 1.   | Black Devils             | 25 | 10 | 8 | 1 | 1 | 299 | 241 | +58 | Promosso in Serie A2 2002-2003 |
|  | 2.   | Klausen                  | 24 | 10 | 8 | 0 | 2 | 272 | 230 | +42 |                                |
|  | 3.   | Pallamano Vallée D'Aoste | 16 | 10 | 5 | 1 | 4 | 280 | 267 | +13 |                                |
|  | 4.   | Città Giardino           | 16 | 10 | 5 | 1 | 4 | 266 | 262 | +4  |                                |
|  | 5.   | Pressano                 | 5  | 10 | 1 | 2 | 7 | 230 | 284 | -54 |                                |
|  | 6.   | HB Seregno               | 2  | 10 | 0 | 2 | 8 | 226 | 297 | -71 |                                |

|  | Pos. | Squadra      | Pt | G  | V | N | S | GF  | GS  | D   | Note                            |
|  | ---- | ------------ | -- | -- | - | - | - | --- | --- | --- | ------------------------------- |
|  | 1.   | Algund       | 24 | 10 | 8 | 0 | 2 | 256 | 229 | +27 |                                 |
|  | 2.   | Cologne (B)  | 18 | 10 | 6 | 0 | 4 | 254 | 222 | +32 |                                 |
|  | 3.   | Ferrarin     | 16 | 10 | 5 | 1 | 4 | 254 | 251 | +3  |                                 |
|  | 4.   | Mori         | 15 | 10 | 5 | 0 | 5 | 277 | 262 | +15 | Retrocesso in Serie C 2002-2003 |
|  | 5.   | Rovereto (B) | 12 | 10 | 4 | 0 | 6 | 210 | 265 | -45 | Retrocesso in Serie C 2002-2003 |
|  | 6.   | Eppan        | 4  | 10 | 1 | 1 | 8 | 211 | 257 | -46 | Retrocesso in Serie C 2002-2003 |

## Girone B

### Squadre partecipanti
| Club                       | Città                    | Palasport               | Sponsor             | Stagione 2000-2001                                    |
| -------------------------- | ------------------------ | ----------------------- | ------------------- | ----------------------------------------------------- |
| Cellini Padova (Squadra B) | Padova                   | PalaFabris              |                     | 2ª in Serie B - Girone A                              |
| CUS Venezia                | Venezia                  | Palestra Dorsoduro      |                     | 3ª in Serie B - Girone A                              |
| CUS Verona                 | Verona                   | Palasport di Verona     |                     | 6ª in Serie B - Girone A                              |
| CUS Udine                  | Udine                    | PalaCarnera             | Studentesca Udinese | 4ª in Serie B - Girone A                              |
| GS Parrocchiale Mestrino   | Mestrino (PD)            | Palasport di Mestrino   |                     | 2ª in Serie C - Girone Veneto e Friuli Venezia Giulia |
| Gridirion                  | Conegliano (TV)          | Palasport di Conegliano |                     | 2ª in Serie B - Girone B                              |
| Paese                      | Paese (TV)               | Palasport di Paese      |                     | 5ª in Serie B - Girone B                              |
| Trieste (Squadra B)        | Trieste                  | Pala Chiarbola          | Coop Essepiù        | 7ª in Serie B - Girone B                              |
| Torri                      | Torri di Quartesolo (VI) | Palasport di Torri      |                     | 1ª in Serie C - Girone Veneto e Friuli Venezia Giulia |

### Classifica
|  | Pos. | Squadra                  | Pt | G  | V  | N | S  | GF  | GS  | D   | Note                            |
|  | ---- | ------------------------ | -- | -- | -- | - | -- | --- | --- | --- | ------------------------------- |
|  | 1.   | CUS Venezia              | 35 | 16 | 11 | 2 | 3  | 400 | 370 | +30 | Promosso in Serie A2 2002-2003  |
|  | 2.   | Gridirion                | 34 | 16 | 11 | 1 | 4  | 440 | 373 | +67 | Promosso in Serie A2 2002-2003  |
|  | 3.   | CUS Verona               | 32 | 16 | 10 | 2 | 4  | 451 | 397 | +54 |                                 |
|  | 4.   | Paese                    | 27 | 16 | 8  | 3 | 5  | 431 | 391 | +40 |                                 |
|  | 5.   | GS Parrocchiale Mestrino | 22 | 16 | 7  | 1 | 8  | 422 | 447 | -25 |                                 |
|  | 6.   | Torri                    | 22 | 16 | 7  | 1 | 8  | 366 | 387 | -21 |                                 |
|  | 7.   | Cellini Padova (B)       | 15 | 16 | 5  | 0 | 11 | 384 | 421 | -37 |                                 |
|  | 8.   | Trieste (B)              | 15 | 16 | 5  | 0 | 11 | 384 | 421 | -37 | Retrocesso in Serie C 2002-2003 |
|  | 9.   | CUS Udine                | 6  | 16 | 3  | 0 | 13 | 373 | 433 | -60 | Retrocesso in Serie C 2002-2003 |

## Girone C

### Squadre partecipanti
| Club                 | Città            | Palasport                | Sponsor | Stagione 2000-2001                             |
| -------------------- | ---------------- | ------------------------ | ------- | ---------------------------------------------- |
| Carpi                | Carpi (MO)       | Palestra Viale Peruzzi   |         | 8ª in Serie B - Girone C (Ripescato)           |
| Estense Ferrara      | Ferrara          | Palaboschetto            |         | 5ª in Serie B - Girone C                       |
| Faenza 1983          | Faenza (RA)      | PalaCattani              |         | In Serie C - Girone Emilia-Romagna (Ripescato) |
| Modena (Squadra B)   | Modena           | Pala Molza               |         | 1ª in Serie C - Girone Emilia-Romagna          |
| Parma                | Parma            | PalaRaschi               |         | 2ª in Serie C - Girone Emilia-Romagna          |
| Rapid Nonantola      | Nonantola (MO)   | Palestra Dante Alighieri |         | 2ª in Serie B - Girone C                       |
| Pallamano Rimini '72 | Rimini           | Palasport Flaminio       |         | 4ª in Serie B - Girone C                       |
| Casalgrande          | Casalgrande (RE) | Pala Keope               |         | 3ª in Serie B - Girone C                       |

### Classifica
|  | Pos. | Squadra              | Pt | G  | V  | N | S  | GF  | GS  | D    | Note                            |
|  | ---- | -------------------- | -- | -- | -- | - | -- | --- | --- | ---- | ------------------------------- |
|  | 1.   | Casalgrande          | 34 | 14 | 11 | 1 | 2  | 357 | 285 | +72  | Promosso in Serie A2 2002-2003  |
|  | 2.   | Faenza 1983          | 30 | 14 | 10 | 0 | 4  | 356 | 303 | +53  |                                 |
|  | 3.   | Rapid Nonantola      | 29 | 14 | 9  | 2 | 3  | 367 | 325 | +42  |                                 |
|  | 4.   | Pallamano Rimini '72 | 22 | 14 | 7  | 1 | 6  | 341 | 325 | +16  |                                 |
|  | 5.   | Parma                | 19 | 14 | 6  | 1 | 7  | 340 | 345 | -5   |                                 |
|  | 6.   | Estense Ferrara      | 18 | 14 | 6  | 0 | 8  | 325 | 299 | +26  |                                 |
|  | 7.   | Modena (B)           | 13 | 14 | 4  | 1 | 9  | 278 | 310 | -32  |                                 |
|  | 8.   | Carpi                | 0  | 14 | 0  | 0 | 14 | 268 | 440 | -172 | Retrocesso in Serie C 2002-2003 |

## Girone D

### Squadre partecipanti
| Club                    | Città                    | Palasport              | Sponsor      | Stagione 2000-2001                      |
| ----------------------- | ------------------------ | ---------------------- | ------------ | --------------------------------------- |
| ASC Marlyn              | Roma                     | Pala Ramise            |              | 5ª in Serie B - Girone D                |
| CUS L'Aquila            | L'Aquila                 | Pala Centicolella      |              | 2ª in Serie C - Girone Marche e Abruzzo |
| Fiorentina              | Borgo San Lorenzo (FI)   | Pala Cipriani          |              | 1ª in Serie C - Girone Toscana          |
| Falconara               | Falconara Marittima (AN) | Palasport di Falconara |              | 1ª in Serie C - Girone Marche e Abruzzo |
| Olimpic Massa Marittima | Massa                    | Palasport di Massa     |              | 4ª in Serie B - Girone D                |
| San Benedetto           | San Benedetto (AP)       | Pala Speca             |              | 3ª in Serie B - Girone D                |
| Cingoli                 | Cingoli (MC)             | Palasport di Cingoli   | Pamira       | 6ª in Serie B - Girone D                |
| Teramo                  | Teramo                   | Pala San Nicolò        | Emmelle Naca | 13ª in Serie A2 - Girone A              |

### Classifica
|  | Pos. | Squadra                 | Pt | G  | V  | N | S  | GF  | GS  | D   | Note                                         |
|  | ---- | ----------------------- | -- | -- | -- | - | -- | --- | --- | --- | -------------------------------------------- |
|  | 1.   | San Benedetto           | 35 | 14 | 11 | 2 | 1  | 369 | 292 | +77 | Qualificata ai play off promozione nazionali |
|  | 2.   | Teramo                  | 33 | 14 | 10 | 3 | 1  | 369 | 304 | +65 |                                              |
|  | 3.   | CUS L'Aquila            | 29 | 14 | 9  | 2 | 3  | 341 | 284 | +57 |                                              |
|  | 4.   | Olimpic Massa Marittima | 20 | 14 | 6  | 2 | 6  | 297 | 312 | -15 |                                              |
|  | 5.   | Cingoli                 | 18 | 14 | 6  | 0 | 8  | 328 | 335 | -7  |                                              |
|  | 6.   | ASC Marlyn              | 12 | 14 | 4  | 0 | 10 | 271 | 312 | -41 |                                              |
|  | 7.   | Fiorentina              | 12 | 14 | 4  | 0 | 10 | 260 | 345 | -85 |                                              |
|  | 8.   | Falconara               | 4  | 14 | 1  | 1 | 12 | 331 | 382 | -51 | Retrocesso in Serie C 2002-2003              |

## Girone E

### Squadre partecipanti
| Club                   | Città                         | Palasport                      | Sponsor   | Stagione 2000-2001        |
| ---------------------- | ----------------------------- | ------------------------------ | --------- | ------------------------- |
| Atletica San Giorgio   | San Giorgio a Cremano (NA)    | Palasport di San Giorgio       | Italdrink | 4ª in Serie B - Girone E  |
| HC Benevento           | Benevento                     | Pala Sannio                    |           | 1ª in Serie B - Girone E  |
| Olimpia La Salle       | Torre del Greco (NA)          | Palasport di Torre del Greco   |           | 9ª in Serie B - Girone E  |
| Scafati                | Scafati (SA)                  | Pala Campioni d'Italia 83/84   |           | 5ª in Serie B - Girone E  |
| ACLI Napoli            | Napoli                        | Pala Argento                   | Campania  | 3ª in Serie B - Girone E  |
| Pallamano Caserta      | Caserta                       | Palasport di Caserta           |           | 7ª in Serie B - Girone E  |
| Pallamano San Michele  | San Michele di Serino (AV)    | Palasport di San Michele       | Renzulli  | Serie C - Girone Campania |
| Capua                  | Capua (CE)                    | Palasport di Capua             |           | 6ª in Serie B - Girone E  |
| Volturno Sporting Club | Santa Maria Capua Vetere (CE) | Palasport di S.M. Capua Vetere | Vitulazio | 8ª in Serie B - Girone E  |

### Classifica
|  | Pos. | Squadra                | Pt | G  | V  | N | S  | GF  | GS  | D    | Note                                         |
|  | ---- | ---------------------- | -- | -- | -- | - | -- | --- | --- | ---- | -------------------------------------------- |
|  | 1.   | HC Benevento           | 39 | 14 | 13 | 0 | 1  | 405 | 248 | +157 | Qualificata ai play off promozione nazionali |
|  | 2.   | Olimpia La Salle       | 33 | 14 | 11 | 0 | 3  | 405 | 263 | +142 |                                              |
|  | 3.   | ACLI Napoli            | 31 | 14 | 10 | 1 | 3  | 383 | 276 | +107 |                                              |
|  | 4.   | Scafati                | 28 | 14 | 9  | 1 | 4  | 332 | 334 | -2   |                                              |
|  | 5.   | Capua                  | 16 | 14 | 5  | 1 | 8  | 297 | 335 | -38  |                                              |
|  | 6.   | Atletica San Giorgio   | 8  | 14 | 2  | 2 | 10 | 268 | 360 | -92  |                                              |
|  | 7.   | Pallamano San Michele  | 6  | 14 | 2  | 0 | 12 | 288 | 406 | -118 |                                              |
|  | 8.   | Pallamano Caserta      | 4  | 14 | 1  | 1 | 12 | 267 | 423 | -156 |                                              |
|  | 9.   | Volturno Sporting Club | 0  | 0  | 0  | 0 | 0  | 0   | 0   | 0    | Retrocesso in Serie C 2002-2003 - Ritirata   |

SEMIFINALI
| Squadra 1        | Squadra 2   | Risultato       |
| ---------------- | ----------- | --------------- |
| HC Benevento     | Scafati     | Benevento       |
| HC Benevento     | Scafati     | 34 - 25         |
| Olimpia La Salle | ACLI Napoli | Torre del Greco |
| Olimpia La Salle | ACLI Napoli | 23 - 22         |

FINALE
| Squadra 1    | Squadra 2        | Andata    | Ritorno         | Totale  |
| ------------ | ---------------- | --------- | --------------- | ------- |
| HC Benevento | Olimpia La Salle | Benevento | Torre del Greco | 63 - 42 |
| HC Benevento | Olimpia La Salle | 33 - 17   | 30 - 25         | 63 - 42 |

## Girone F

### Squadre partecipanti
| Club                  | Città                    | Palasport              | Sponsor          | Stagione 2000-2001            |
| --------------------- | ------------------------ | ---------------------- | ---------------- | ----------------------------- |
| Amatori Terranova     | Terranova da Sibari (CS) | Palasport di Terranova |                  | 4ª in Serie B - F             |
| Antares Sannicola     | Sannicola (LE)           | Palasport di Sannicola |                  | 6ª in Serie B - Girone F      |
| Handball Club Modugno | Modugno (BA)             | Palasport di Modugno   | Shalter Casavola | 1ª in Serie C - Girone Puglia |
| HM Cosenza            | Cosenza                  | Palasport Alfio Sparti |                  | 7ª in Serie B - Girone F      |
| Noci HT               | Noci (BA)                | Pala Intini            |                  | 1ª in Serie B - Girone F      |
| Altamura              | Altamura (BA)            | Palasport di Altamura  |                  | 5ª in Serie B - Girone F      |
| Pallamano Crotone     | Crotone                  | PalaKrò                |                  | 2ª in Serie B - Girone F      |
| Putignano             | Putignano (BA)           | Palasport di Putignano |                  | 3ª in Serie B - Girone F      |

### Classifica
|  | Pos. | Squadra               | Pt | G  | V  | N | S  | GF  | GS  | D    | Note                                         |
|  | ---- | --------------------- | -- | -- | -- | - | -- | --- | --- | ---- | -------------------------------------------- |
|  | 1.   | Pallamano Crotone     | 37 | 14 | 12 | 1 | 1  | 344 | 233 | +111 | Qualificata ai play off promozione nazionali |
|  | 2.   | Noci HT               | 35 | 14 | 11 | 2 | 1  | 408 | 346 | +62  |                                              |
|  | 3.   | Antares Sannicola     | 22 | 14 | 7  | 1 | 6  | 342 | 332 | +10  |                                              |
|  | 4.   | Amatori Terranova     | 20 | 14 | 6  | 2 | 6  | 343 | 344 | -1   |                                              |
|  | 5.   | Putignano             | 15 | 14 | 5  | 0 | 9  | 320 | 359 | -39  |                                              |
|  | 6.   | Altamura              | 15 | 14 | 5  | 0 | 9  | 309 | 335 | -26  |                                              |
|  | 7.   | HM Cosenza            | 13 | 14 | 4  | 1 | 9  | 336 | 381 | -45  |                                              |
|  | 8.   | Handball Club Modugno | 4  | 14 | 1  | 1 | 12 | 323 | 410 | -87  | Retrocesso in Serie C 2002-2003              |

## Girone G

### Squadre partecipanti
| Club                  | Città           | Palasport                | Sponsor  | Stagione 2000-2001                                |
| --------------------- | --------------- | ------------------------ | -------- | ------------------------------------------------- |
| Albatro Siracusa      | Siracusa        | Pala Lo Bello            |          | 1ª in Serie C - Girone C della Sicilia            |
| CUS Catania           | Catania         | Cittadella Universitaria |          | 5ª in Serie B - Girone G                          |
| Il Giovinetto Marsala | Marsala (TP)    | Pala Bellina             | Medianet | 4ª in Serie B - Girone G                          |
| Mascalucia            | Mascalucia (CT) | Palasport di Mascalucia  |          | 1ª in Serie C - Play off promozione della Sicilia |
| Inycon                | Menfi (AG)      | Palasport di Menfi       |          | 1ª in Serie C - Girone A della Sicilia            |
| Messina               | Messina         | Palestra Montepiselli    |          | 3ª in Serie B - Girone G                          |
| Palermo               | Palermo         | PalaUditore              | ASI      | 6ª in Serie B - Girone G                          |
| Palmosa Libertas      | Alcamo (TP)     | Palasport di Alcamo      |          | 14ª in Serie A2 - Girone B                        |
| PGS Ranchibile        | Palermo         | PalaUditore              |          | 2ª in Serie B - Girone G                          |
| Regalbuto             | Regalbuto (EN)  | Pala Giovanni Paolo II   |          | 12ª in Serie A2 - Girone B                        |
| Nova Audax            | Caltanissetta   | PalaChiarandà            |          | 1ª in Serie C - Girone B della Sicilia            |
| VVFF Siracusa         | Siracusa        | Pala Lo Bello            |          | 13ª in Serie A2 - Girone B                        |

### Classifica
|  | Pos. | Squadra               | Pt | G  | V  | N | S  | GF  | GS  | D    | Note                                       |
|  | ---- | --------------------- | -- | -- | -- | - | -- | --- | --- | ---- | ------------------------------------------ |
|  | 1.   | PGS Ranchibile        | 48 | 20 | 15 | 3 | 2  | 615 | 455 | +160 | Promosso in Serie A2 2002-2003             |
|  | 2.   | VVFF Siracusa         | 48 | 20 | 15 | 3 | 2  | 497 | 405 | +92  |                                            |
|  | 3.   | Il Giovinetto Marsala | 45 | 20 | 14 | 3 | 3  | 597 | 469 | +128 |                                            |
|  | 4.   | Regalbuto             | 42 | 20 | 13 | 3 | 4  | 552 | 493 | +59  |                                            |
|  | 5.   | Palmosa Libertas      | 28 | 20 | 11 | 0 | 9  | 507 | 462 | +45  |                                            |
|  | 6.   | Albatro Siracusa      | 24 | 20 | 8  | 0 | 12 | 465 | 514 | -49  |                                            |
|  | 7.   | Palermo               | 22 | 20 | 7  | 1 | 12 | 484 | 519 | -35  |                                            |
|  | 8.   | Mascalucia            | 21 | 20 | 7  | 0 | 13 | 474 | 473 | +5   |                                            |
|  | 9.   | Messina               | 21 | 20 | 7  | 0 | 13 | 467 | 498 | -31  |                                            |
|  | 10.  | CUS Catania           | 13 | 20 | 4  | 1 | 15 | 444 | 583 | -139 | Retrocesso in Serie C 2002-2003            |
|  | 11.  | Nova Audax            | 6  | 20 | 2  | 0 | 18 | 405 | 638 | -233 | Retrocesso in Serie C 2002-2003            |
|  | 12.  | Inycon                | 0  | 0  | 0  | 0 | 0  | 0   | 0   | 0    | Retrocesso in Serie C 2002-2003 (Ritirato) |

## Girone H

### Squadre partecipanti
| Club                     | Città             | Palasport                        | Sponsor | Stagione 2000-2001       |
| ------------------------ | ----------------- | -------------------------------- | ------- | ------------------------ |
| Nuoro                    | Nuoro             | Palestra Polivalente             |         |                          |
| Handball Sant'Antioco 90 | Sant'Antioco (CI) | PalaCabras                       |         | 3ª in Serie B - Girone H |
| Liceo Spano Sassari      | Sassari           | Palestra Liceo Scientifico Spano |         |                          |
| HB Sassari               | Sassari           | Pala Santoru                     |         | 1ª in Serie B - Girone H |

### Classifica
|  | Pos. | Squadra                  | Pt | G | V | N | S | GF  | GS  | D   | Note                           |
|  | ---- | ------------------------ | -- | - | - | - | - | --- | --- | --- | ------------------------------ |
|  | 1.   | HB Sassari               | 12 | 6 | 4 | 0 | 2 | 139 | 127 | +12 |                                |
|  | 2.   | Handball Sant'Antioco 90 | 10 | 6 | 3 | 1 | 2 | 127 | 130 | -3  |                                |
|  | 3.   | Liceo Spano Sassari      | 6  | 6 | 2 | 0 | 4 | 107 | 94  | +13 | Promosso in Serie A2 2002-2003 |
|  | 4.   | Nuoro                    | 4  | 6 | 1 | 1 | 4 | 121 | 143 | -22 |                                |

SEMIFINALI
| Squadra 1                | Squadra 2           | Andata       | Ritorno | Totale  |
| ------------------------ | ------------------- | ------------ | ------- | ------- |
| HB Sassari               | Nuoro               | Sassari      | Nuoro   | 67 - 36 |
| HB Sassari               | Nuoro               | 31 - 19      | 36 - 17 | 67 - 36 |
| Handball Sant'Antioco 90 | Liceo Spano Sassari | Sant'Antioco | Sassari | 17 - 34 |
| Handball Sant'Antioco 90 | Liceo Spano Sassari | 17 - 29      | 0 - 5   | 17 - 34 |

FINALE
| Squadra 1  | Squadra 2           | Andata  | Ritorno | Totale  |
| ---------- | ------------------- | ------- | ------- | ------- |
| HB Sassari | Liceo Spano Sassari | Sassari | Sassari | 37 - 45 |
| HB Sassari | Liceo Spano Sassari | 18 - 22 | 19 - 23 | 37 - 45 |

## Play off promozione

### Squadre partecipanti
- Girone D:  San Benedetto
- Girone E:  HC Benevento
- Girone F:  Pallamano Crotone

### Classifica
|  | Pos. | Squadra           | Pt | G | V | N | S | GF | GS | D   | Note                           |
|  | ---- | ----------------- | -- | - | - | - | - | -- | -- | --- | ------------------------------ |
|  | 1.   | Pallamano Crotone | 6  | 2 | 2 | 0 | 0 | 67 | 56 | +11 | Promosso in Serie A2 2002-2003 |
|  | 2.   | San Benedetto     | 3  | 2 | 1 | 0 | 1 | 56 | 5  | +1  | Promosso in Serie A2 2002-2003 |
|  | 3.   | HC Benevento      | 0  | 2 | 0 | 0 | 2 | 44 | 56 | -12 |                                |